# Шурили (Кјети)
Шурили (итал. Sciurilli) је насеље у Италији у округу Кјети, региону Абруцо.
Према процени из 2011. у насељу је живело 48 становника. Насеље се налази на надморској висини од 211 м.